# Evacanthus repexus
Evacanthus repexus är en insektsart som beskrevs av William Lucas Distant 1908. Evacanthus repexus ingår i släktet Evacanthus och familjen dvärgstritar. Inga underarter finns listade i Catalogue of Life.